# Campeonato Asiático de Atletismo de 2011 - 10000 m feminino
A prova dos 10000 metros feminino do Campeonato Asiático de Atletismo de 2011 foi disputada no dia 7 de julho de 2011 no Kobe Universiade Memorial Stadium em Kobe,  no Japão. 

## Recordes
Antes desta competição, os recordes mundiais e do campeonato nesta prova eram os seguintes:
|                       | Nome         | Nacionalidade | Tempo      | Local     | Data                  |
| --------------------- | ------------ | ------------- | ---------- | --------- | --------------------- |
| Recorde mundial       | Wang Junxia  | China         | 29m 31s 78 | Pequim    | 8 de setembro de 1993 |
| Recorde do campeonato | Zhong Huandi | China         | 32m 25s 27 | Nova Deli | 1989                  |
| Recorde asiático      | Wang Junxia  | China         | 29m 31s 78 | Pequim    | 8 de setembro de 1993 |

## Medalhistas
| Ouro                 | Prata                     | Bronze                  |
| Shitaye Eshete (BHR) | Kareema Saleh Jasim (BHR) | Preeja Sreedharan (IND) |

## Cronograma
Todos os horários são locais (UTC+9).
| Data       | Hora  | Evento |
| ---------- | ----- | ------ |
| 7 de julho | 19:25 | Final  |

## Final
A final da prova ocorreu dia 7 de julho às 19:25. 
| Posição           | Atleta                      | Nacionalidade | Tempo    | Notas |
| ----------------- | --------------------------- | ------------- | -------- | ----- |
| Medalha de ouro   | Shitaye Eshete              | Bahrein       | 32:47.80 |       |
| Medalha de prata  | Kareema Saleh Jasim         | Bahrein       | 32:50.70 |       |
| Medalha de bronze | Preeja Sreedharan           | Índia         | 33:15.55 |       |
| 4                 | Hitomi Nakamura             | Japão         | 33:16.62 |       |
| 5                 | Kaoru Nagao                 | Japão         | 33:19.14 |       |
| 6                 | Kavita Raut                 | Índia         | 35:24.35 |       |
| 7                 | Mahboubeh Ghayournajafabadi | Irão          | 43:09.30 |       |

Legenda
| Recorde mundial       | Recorde mundial (World record)               |                       | Recorde africano                      | Recorde africano (African) |                                           | Q | Classificado por posição (Qualified) |
| Recorde do campeonato | Recorde do campeonato (Championship record)  | Recorde da América    | Recorde da América (Americas)         | q                          | Classificado por melhor tempo (Qualified) |   |                                      |
| Melhor marca do ano   | Melhor marca do ano (World leading)          | Recorde asiático      | Recorde asiático (Asian)              | DNS                        | Não largou (Did not start)                |   |                                      |
| Recorde nacional      | Recorde nacional (National record)           | Recorde europeu       | Recorde europeu (European)            | DNF                        | Não terminou (Did not finish)             |   |                                      |
| Recorde pessoal       | Recorde pessoal do atleta (Personal best)    | Recorde da Oceania    | Recorde da Oceania (Oceania)          | DSQ / DQ                   | Desclassificado (Disqualified)            |   |                                      |
| Recorde da temporada  | Recorde da temporada do atleta (Season best) | Recorde sul-americano | Recorde sul-americano (South America) | NM                         | Sem marca (No mark)                       |   |                                      |